# 1405 az irodalomban
Az 1405. év az irodalomban.

## Születések
- 1405 körül – Thomas Malory angol író († 1471)

## Halálozások
- 1404/1405 - Jefimijam a legkorábbi szerb költőnő